# Tobor the Great
Tobor the Great este un film SF american din 1954 regizat de Lee Sholem. În rolurile principale joacă actorii Charles Drake, Karin Booth, Billy Chapin.

## Prezentare
Dr. Ralph Harrison, un membru al noului guvern numit de Comisia civilă de zboruri interplanetare, demisionează în semn de protest față de tratamentul inuman aplicat piloților de nave spațiale. Colegul său, profesorul Nordstrom, dezvoltă o alternativă robotică a cosmonauților, "Tobor" (anagrama inversă a cuvântului "robot"), care este furat de către agenții inamice. Numai legătura psihică dintre oamenii de știință și robot îl poate salva de la a fi reprogramat în scopuri rele.

## Actori
- Charles Drake este Dr. Ralph Harrison
- Karin Booth este Janice Roberts
- Billy Chapin este Brian 'Gadge' Roberts
- Taylor Holmes este Prof. Arnold Nordstrom
- Steven Geray este Spion străin
- Henry Kulky este Paul (Spion #2)
- Franz Roehn este Karl
- Hal Baylor este Max (Spion #3)